# Lyrurus
Lyrurus — рід куроподібних птахів родини фазанових (Phasianidae). Включає два види, що поширені в Євразії.

## Таксономія
Рід Lyrurus був введений у 1832 році англійським натуралістом Вільямом Джоном Свенсоном із тетеруком євразійським як типовим видом. Назва роду поєднує давньогрецьке слово lyra, що означає «ліра», і -ouros, що означає «хвіст».

## Опис
Подібно до глухаря, тетеруки північної Палеарктики мають довгі, покриті пір'ям ноги, але голі пальці. Самці мають переважно чорне оперення і подовжений хвіст з 18 пір'я. В обох видів пір'я хвоста мають різну форму, і, на відміну від глухаря, вони демонструють спільне токування. Довжина тіла 38–60 см; маса тіла самців 820—1250 г, самок 712—1100 г.

## Види
- тетерук євразійський  (Lyrurus tetrix)
- тетерук кавказький (Lyrurus mlokosiewiczi)